# NFePHP
O NFePHP (Nota Fiscal Eletrônica em PHP) foi um projeto de código aberto (open source) voltado principalmente para criação e gerenciamento de Nota fiscal eletrônica.
Foi criado com o intuito de ser um sistema servidor para o gerenciamento das comunicações entre o emitente de NFe (Notas Fiscais Eletrônicas) e os serviços dos SEFAZ estaduais. É inteiramente construido em PHP para rodar sob qualquer sistema operacional.
O projeto foi descontinuado e foi substituído pelo Sped Nfe.

## História
O projeto foi criado em 2009 por Roberto Leite Machado, quando iniciou o desenvolvimento de um sistema em PHP que realizasse todas as etapas de geração e envio de uma nota fiscal eletrônica, sem a necessidade de programas externos. Atualmente, ele é mantido por um grupo de voluntários e licenciado sob a GNU General Public License Versão 3.

### Nome
A sigla NFePHP significa  Nota Fiscal eletrônica em PHP .

### Inovação
O NFePHP foi um dos pioneiros em relação a projetos de código aberto voltados para a emissão de nota fiscal eletrônica. O sistema possui funções como assinatura do arquivo XML, validação a partir os schemas XSD, montagem dos lotes de envio, comunicação via SOAP com os webservices da SEFAZ e impressão da DANFE.

## Características

### Utilização
O projeto atualmente conta com classes para a manipulação dos dados e uma biblioteca própria para a realização de todos os passos na geração de notas fiscais eletrônicas.

### Certificados digitais
A assinatura dos XML já é independente e utiliza certificados digitais do tipo A1, em arquivos PFX que estão disponíveis nos e-CNPJ A1.